# فريدريش ويغنر
فريدريش ويغنر (بالألمانية: Friedrich Wegener)‏ (و. 1907 – 1990 م) هو طبيب عسكري، وطبيب، وعالم أمراض ألماني، ولد في فارل، كان عضوًا في الحزب النازي، كان عضوًا في كتيبة العاصفة، توفي في لوبيك، عن عمر يناهز 83 عاماً.

## التعليم
تعلم في جامعة كيل
.